# Parthénios IV de Constantinople
Parthénios IV de Constantinople (en grec : Παρθένιος Δ΄) fut cinq fois élu patriarche de Constantinople :
1. le 1er mai 1657, jusque fin juin 1662 ;
2. le 21 octobre 1665, jusqu'au 9 septembre 1667 ;
3. au début mars 1671, jusqu'au 7 septembre 1671 ;
4. le 1er janvier 1675, probablement jusqu'au 29 juillet 1676 ;
5. le 10 mars 1684, jusqu'au 20 mars 1685.